# La mia peggiore amica 2
La mia peggiore amica 2 (titolo originale Poison Ivy II: Lily) è un film drammatico statunitense del 1996, (sequel del film del 1992 La mia peggiore amica) diretto da Anne Goursaud.

## Trama
Lily è una studentessa d'arte proveniente dal Michigan che frequenta un college in California. Trova un appartamento, e fa conoscenza con i suoi coinquilini: Tanya, un'artista con la quale Lily stringe subito amicizia; Bridgette, un'artista crudele a cui piace provocare la gente e che inizialmente non sembra andare molto d'accordo con lei e Robert, un musicista introverso, ma di talento. Tutti gli studenti d'arte hanno qualcosa di strano. Questa per Lily è la prima volta in cui si ritrova lontana dal suo villaggio, è ancora abituata alla sua vita alquanto cauta del Michigan e chiama frequentemente i suoi genitori. Un giorno trova una scatola con oggetti appartenenti ad una certa Ivy, una ragazza che lei non ha mai visto prima. Nella scatola, trova foto in cui la ragazza appare nuda e il diario di questa. È subito attratta dal contenuto e desidera avere la stessa sicurezza di Ivy. In classe ha difficoltà ad esprimersi, differentemente da Gredin, un compagno attraente e uno scultore che lei inizia a frequentare. Nel frattempo Lily trova un lavoro come baby-sitter per Daphne, la figlia del suo insegnante d'arte Donald Falk.
Lily diventa gradualmente ossessionata dalle lettere e dalle foto di Ivy e cerca di costruirsi la sua stessa immagine. Si taglia i capelli, si fa un piercing all'ombelico e comincia ad indossare vestiti che mettono meglio in evidenza il suo corpo. Gredin diventa sempre più attratto da lei e non passa molto tempo prima che i due finiscano col fare l'amore. Lo infastidisce sempre più il fatto che Lily passi molto tempo con Donald, nonostante lei gli spieghi che si tratta solo di lavoro. Ispira Donald a praticare nuovamente l'arte, dopo aver notato che già da tempo aveva smesso di dipingere. Lily si fa convincere a posare nuda per lui, trovando anche lei un modo per esprimere se stessa. in tutto questo Donald si innamora segretamente di lei, il che ha un grande impatto nel suo matrimonio con Angela. Ma l'infatuazione di Donald diventa presto un'ossessione.
Un giorno, Lily scopre Gredin e Bridgette assieme. Molto turbata, inizia a ribellarsi, estraniandosi dagli amici. Ad una festa, nota l'attenzione di un uomo e lo raggiunge iniziando quindi a divertirsi con lui, finché non vede Gredin che balla intimamente con un'altra ragazza. Cercando di farlo ingelosire, bacia un ragazzo mascherato, che si scopre essere Robert. Alla fine passa la notte con Gredin, ma lui la lascia il giorno successivo, spiegandole che è cambiata troppo. Nel frattempo, Angela sospetta le stia sfuggendo qualcosa quando scopre che Donald è tornato a dipingere. Donald, già depresso dopo aver visto Lily baciare Gredin, si fa avanti con lei dicendole di essere innamorato di lei e tentando di baciarla. All'inizio sembra infastidita dagli atteggiamenti di Donald, ma alla fine cede, finché non vengono interrotti, allora la ragazza torna in sé, se ne va e raggiunge Gredin.
Poco dopo, viene invitata a cenare presso la famiglia Falk e porta Gredin con sé, il che turba Donald. Quando si trovano da soli in una stanza, Donald si impone su Lily. Lei cerca di fermarlo ma senza riuscirci. Vengono scoperti da Daphne, che scappa e viene colpita da una macchina. Lily, traumatizzata da ciò che è successo quella notte, ritorna a casa e distrugge tutto ciò che ha a che fare con Ivy. Viene colta di sorpresa da uno psicotico Donald, che l'attacca. Gredin cerca di correre in suo aiuto, ma Donald lo percuote e cerca anche di accoltellarlo. Lily cerca di fuggire salendo sul tetto. Donald la segue ma cade accidentalmente dal tetto finendo così per morire. Alla fine, Lily e Gredin dichiarano il proprio amore l'una verso l'altro e decidono di stare finalmente insieme.